# Crepidomanes walleri
Crepidomanes walleri là một loài dương xỉ trong họ Hymenophyllaceae. Loài này được Tindale mô tả khoa học đầu tiên năm 1963.
Danh pháp khoa học của loài này chưa được làm sáng tỏ. 